# Sticherus gleichenioides
Sticherus gleichenioides là một loài dương xỉ trong họ Gleicheniaceae. Loài này được Liebm. Nakai mô tả khoa học đầu tiên năm 1950.